# Mansa longicaudata
Mansa longicaudata là một loài tò vò trong họ Ichneumonidae.